# Dia dels Difunts
El Dia dels Difunts, Dia dels Morts o Dia de les Ànimes és un dia de pregària pels morts, sobretot per part dels seus familiars. En el cristianisme occidental la celebració anual actualment és el 2 de novembre i té relació amb el Dia de Tots Sants (1 de novembre) i la seva vigília, la Castanyada (31 d'octubre). En els llibres litúrgics de l'Església Catòlica occidental s'anomena Commemoració de Tots els Fidels Difunts i se celebra anualment el 2 de novembre, encara que caigui en diumenge. En l'Anglicanisme s'anomena igual i és una celebració opcional. A l'Església Ortodoxa i les Esglésies Catòliques Orientals, se celebra diverses vegades durant l'any i no s'associa amb el mes de novembre. Les creences i pràctiques associades amb el Dia dels Difunts segons les esglésies cristianes té diverses denominacions.

## Història
Al segle IV les esglésies d'orient dedicaven un record a tots els màrtirs en la litúrgia de la missa. Com altres festes va passar a Occident en temps de Bonifaci IV, sent dedicada als sants, als màrtirs i a la Verge. Va ser al voltant de l'any 1000, quan Odiló, abat de Cluny, instituí la festa dels Fidels difuntis o de les Ànimes, ordenant que la primera de les dues misses previstes en tots els convents de l'orde de Cluny, estigués dedicada als morts. El conjunt d'abadies associades a la casa mare elaboraven una llista dels monjos morts per rememorar-los en els oficis i altres pregàries buscant sempre la intercessió divina, ja elles van anant afegint els noms dels benefactors laics, reis i magnats, per a els quals també es requeria benaurances terrenals o la salvació eterna.
Des del segle ix, l'espai sagrat de les esglésies i les oracions dels sacerdots es van fer imprescindibles per a les sepultures, a causa de l'arrelament que estava agafant aquesta nova costum cristiana, al temps que desapareixien els enterraments sota el subsòl, a la porta o a la entrada dels domicilis familiars, pràctiques ancestrals vigent fins molt després a la Catalunya medieval i algunes zones de Galícia.
La creença popular que l'1 de novembre estava dedicat a celebrar l'onomàstica de tots els sants, davant el calendari oficial que només pretenia recordar a aquells que no tenien una festa especial, va facilitar la difusió de la idea que el matí del dia estava dedicat als vius i la tarda als morts, avançant, en molts llocs, la commemoració dels Difunts a la vigília. De totes maneres la visita als cementeris i l'ofrena de flors a les tombes dels familiars característiques de qualssevol dels dos dies hi ha estat associada, durant molt de temps, a certes formes de costumisme veïnal, com és l'estrena de peces d'abric, l'aparició de castanyeres als carrers o la venda de dolços característics, com els "panellets de mort" o els "ossets de sant", que omplen els aparadors de les pastisseries.

## Tradicions
Les tradicions d'aquest dia estan íntimament connectades amb les existents durant el Dia de Tots Sants, i com a aquest dia les tradicions són prou semblants en un ample espectre geogràfic. Encara que aquest dia està més relacionat amb les pregàries per les ànimes dels difunts de la família i els altars familiars amb lluminàries.

## Tradicions a la Península Ibèrica
Dintre del territori espanyol hi ha una gran varietat de costums relacionats amb aquesta festivitat, malgrat no és considerat dia festiu al calendari laboral.
Les tradicions típiques d'aquest dia troben antecedents en els hàbits funeraris medievals, en les libacions o en el "dinar de morts" que reunia als cercles pròxims després de l'enterrament o en els banquets fúnebres, realitzats en honor del desaparegut, totes les quals van ser erradicades a mitjan segle xvi, ja que en aquell moment l'Església catòlica va intentar que les viandes que tradicionalment es distribuïen, sobre les mateixes tombes dels morts, a clergat i pobres, que es reunien al voltant de les mateixes per a pregar per ells i rebre almoina, foren distribuïdes d'una forma menys supersticiosa. Aquesta pràctica estava molt generalitzada per tot el país durant els segles XIV i XV, i fins i tot aparéixia prevista en alguns testaments amb l'objecte d'assegurar les pregàries que milloressin la situació a l'altra vida.
L'aplicació de les lleis sumptuàries baixmedievals, les Ordenances del Consell de València, prohibien encendre ciris de colors sobre les tombes i les d'Elx, prohibien col·locar teles i draps luxosos com adorns de les mateixes.
La distribució de pa, la lluminària i l'honra fúnebre, pretenien concretar precs per les ànimes el difunt i millorar el seu estat ene l purgatori.
Encara en el segle xviii la subsacristía de la Catedral de València realitzaven aquestes almoines que demoraven la celebració dels oficis i incomodaven als files durant els sufragis, de manera que les ofrenes de pa es van substituir per les robes per als menesterosos.
Aquests actes i ritus estaven propers a les supersticions i tractaven de mantenir la comunicació entre el món dels vius i el més enllà. Els primers cristians, creient que la finalitat del món era a prop, consideraven que les ànimes dels difunts havien d'esperar el seu destí: la glòria o l'infern, a l'adveniment del Regne de Déu i el Judici Final. Ara bé, al segle xii es perfila amb més precisió l'existència d'un espai intermedi: el purgatori, on les ànimes esperaven el moment d'aquest adveniment i judici Final. Així els cristians estaven cridats a preparar-se per "ben morir", mitjançant l'elaboració del testament, el penediment de les males accions, la recepció dels últimos sagraments, etc. I els familiars també podien ajudar a reduir les penes dels difunts amb almoines, sufragis, misses, aniversaris, dejunis o lluminàries.

### Altars familiars
Era molt típic d'aquesta data col·locar a les cases lluminàries amb oli que simbolitzaven les ànimes dels familiars difunts, d'aquí el nom de nit d'ànimes, ja que aquestes lluminàries s'encenien la nit de l'u al dos de novembre.
L'origen d'aquests altars rau en col·locar recipient d'animetes, una per cada un d'ells, i intentàvem que es mantingueren enceses força temps, per si cap es trobava en pena i necessitava llum. A més es pensava que la llum servia perquè el difunt trobara la seua llar, de manera que els familiars pensaven que, si oblidaven posar-les, els seus difunts vindrien a queixar-se’n. Amb l'aparició de la fotografia, els altars es decoraren amb fotos dels seus difunts davant els recipients d'animetes.

### Assistència a misses i resos
Al segle xiv destaquen les misses votives, en nombre de 33 anomenades de Sant Amador, les 101 del papa Climent, les 45 de Sant Gregori o les 5 de Sant Agustí. Totes elles van constituir una sèrie de misses celebrades en nombre preestablert, amb condicions específiques de pregàries, lluminàries, dejunis i fins i tot acompanyades de reclusió temporal dels celebrants per aconseguir el propòsit desitjat.
La versió catalana d'aquestes sèries al segle xiv, constava de el següent cicle: set per els set goigs de la Mare de Déu, tres per la Trinitat, un a l'Esperit Sant, una a Santa Margarida, set a Santa Magdalena, tres als àngels, quatre als apòstols, una als evangelistes, una a la Santa Creu, una als màrtirs, una als confessors, una a les verges i tres als difunts, resultant en total 34 misses en cadascuna de les quals s'exigia la creació d'un nombre determinat de veles.
En 1566 el concili provincial de València va posar en vigor les disposicions del Concili de Trento, van abolir totes aquestes pràctiques. Malgrat això fins i tot en l'actualitat entre els més practicants hi ha la tradició de dedicar misses als difunts.
Es considerava que era necessari resar i oferir una llum funerària per a poder traure una ànima del purgatori, ja que es tenia la creença que els morts pujaven al cel entre el dia primer al segon, és a dir, entre Tots Sants i el dia de les ànimes. Per això es buscava un moment en el dia per a pregar per aquelles.

### Tradicions gastronòmiques
Un d'elements de major perdurabilitat ha estat el component gastronòmic d'aquesta festa.
Fins fa relativament poc es realitzava la benedicció de pans o coques a les esglésies i la seva distribució entre els assistents als oficis per ser consumides en els seus domicilis, ja que es creia que el seu consum era beneficiós per a les ànimes de purgatori. Existeixen fins i tot documentacions sobre aquestes tradicions en llocs com: Sogorb o Sueca, ja que els veïns portaven a les esglésies cabassos de pa per repartir entre el clergat i els pobres.
Són típics també un tipus de pastissets fets de diverses maneres, segons els indrets, que en molts llocs reben el nom de panellets. De panellets, n'hi ha de moltes menes, com ara de coco, de xocolata, d'ametlla, de cafè, de pinyons, etc. Abans era tradició que aquest dia els padrins regalaven els panellets als seus fillols.
A Albaida es fa a més una coca molt especial anomenada “fogassa”. Altres llocs fan coces de carabassa o de panses i nous.
Antigament el panellets es duien en cistelles a l'església per beneir-los en la missa major i es menjaven al mateix temple, no hi ha que perdre de vista que en aquella època els cementeris eren encara de l'església. El que es destaca és que el record i culte als morts estava molt relacionant amb el menjar, els queviures i els presents en el mateix velatori. Es solia celebrar un àpat després de l'enterrament, en alguns pobles es dedicava també als difunts el ressopó de la nit de Cap d'Any. Hi ha documentació de celebracions amb àpats relacionades amb difunt ja en època grega i romana. La presència d'aliments al voltant dels difunts tracta de facilitar-los provisions per al seu viatges a l'altre món, al qual es creia que no s'incorporaven immediatament. El panellets també són el viàtic per a l'altra vida, dels que passen a les “cases on no pasten”